# Tanagra

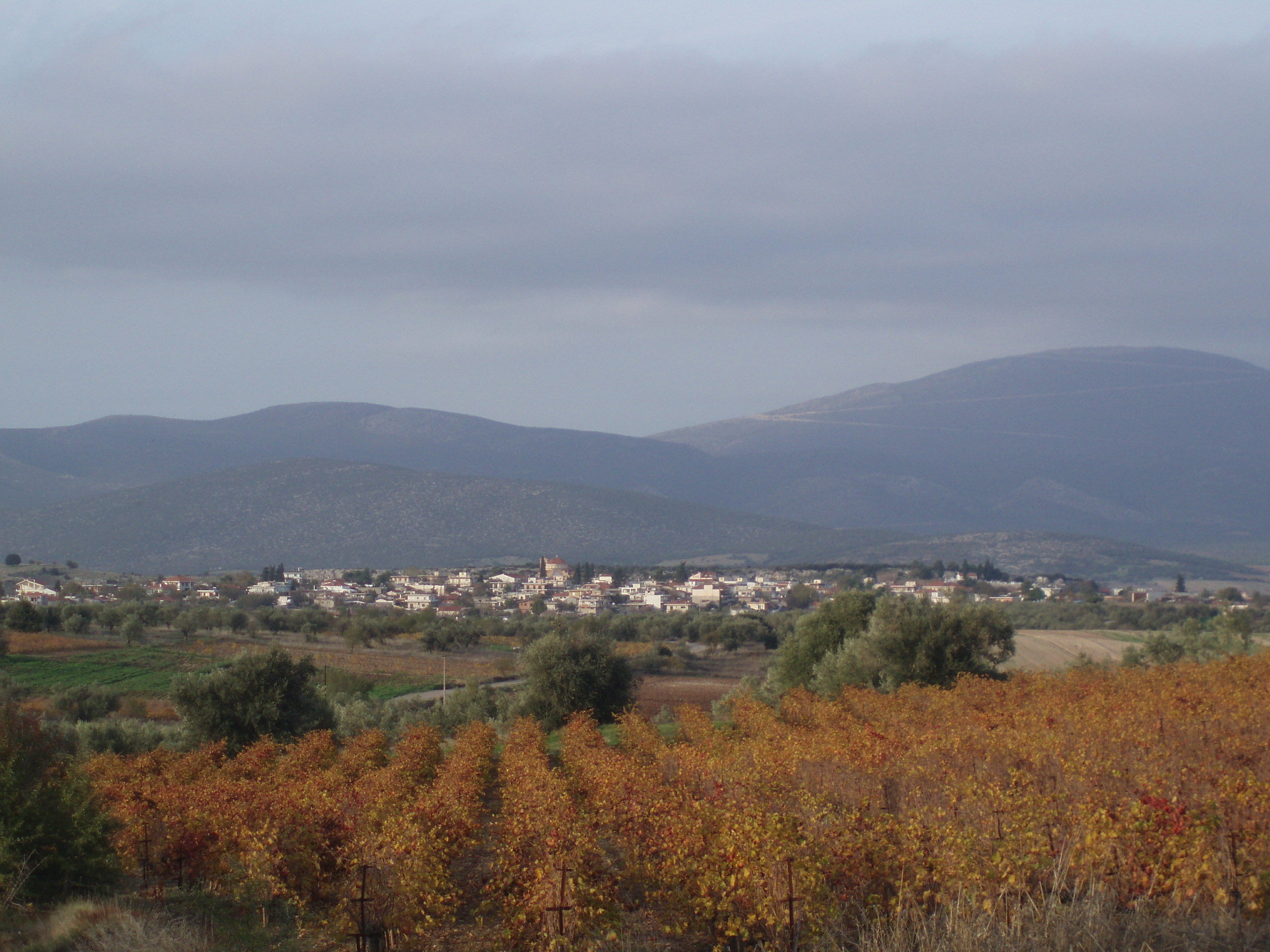
Krajobraz okolic Tanagry

Tanagra (stgr. Τάναγρα, Τανάγρη; ngr. Τανάγρα) – starożytne miasto greckie w Beocji położone nad rzeką Asopos, niedaleko Platejów i Teb, w pobliżu granicy z Attyką.   
W starożytności silne polis rywalizujące z sąsiednimi Tebami, leżące na żyznej równinie sprzyjającej uprawom rolniczym. W V wieku p.n.e. mogło przejściowo przewodzić Związkowi Beockiemu. Według Tukidydesa zniszczone w 457 p.n.e. przez Ateńczyków po bitwie pod Ojnofyta (Wojna peloponeska I 108,3), później przez Tebańczyków w IV w. p.n.e. Odbudowane, nadal zajmowało ważne miejsce w regionie; Strabon w Geografii (IX 2,5) wymienia je z Tespiami jako jedyne istniejące wówczas miasta beockie. Według świadectwa Pliniusza miało w czasach rzymskich status civitas libera (Historia naturalna 4,26).
Miasto wypuszczało własną monetę w jednej z wcześnie powstałych (ok. 525 p.n.e.) mennic greckich.
Było ojczyzną lirycznej poetki Korynny, której grób istniał jeszcze w czasach Pauzaniasza (Wędrówki po Helladzie IX 22,3).

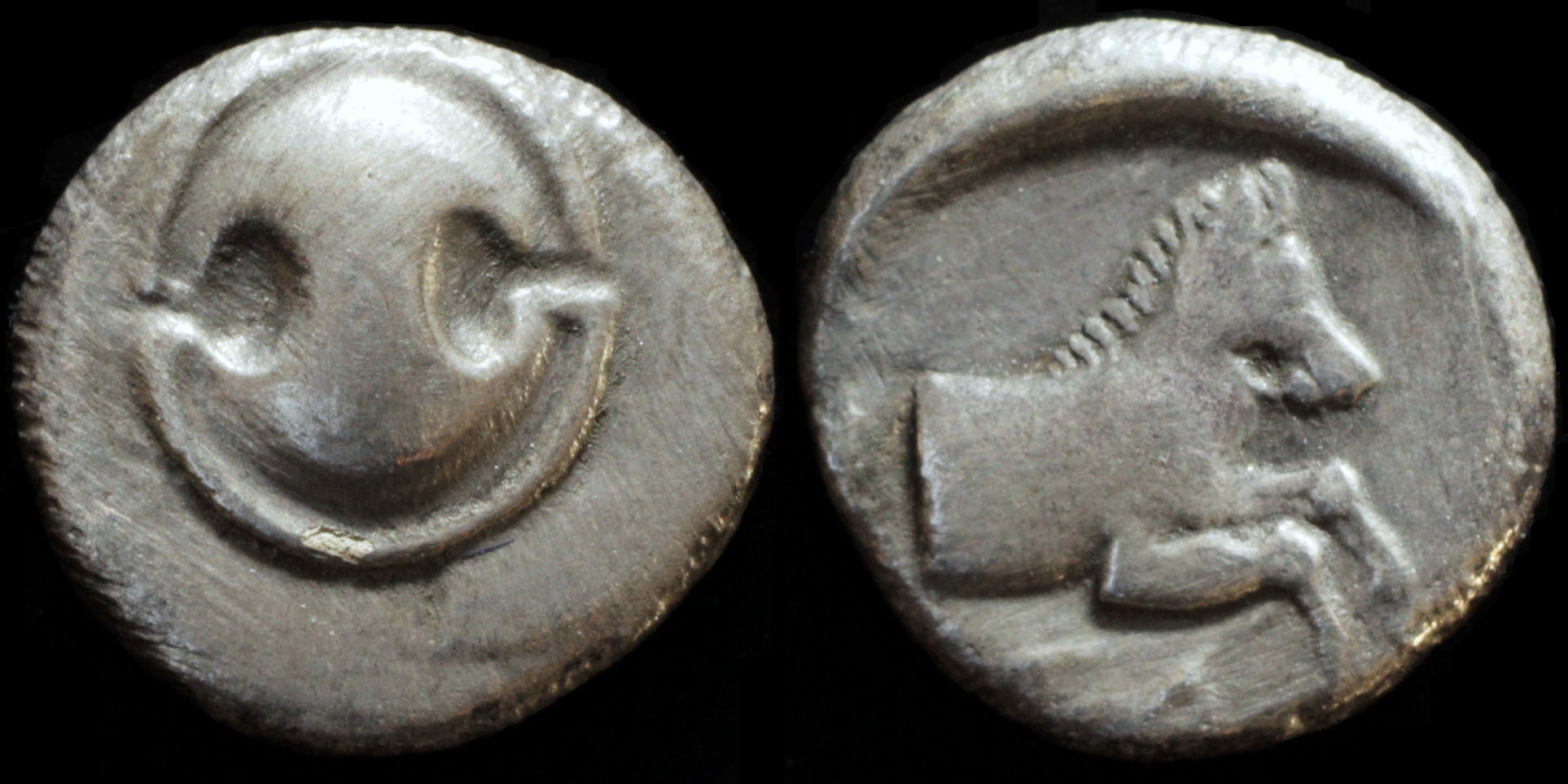
Moneta miasta z IV wieku p.n.e.

Do najważniejszych czczonych w Tanagrze bóstw należeli Hermes i Dionizos (we własnych świątyniach z posągami wykonanymi przez Kalamisa), poza tym praktykowano kult Demeter i lokalnego herosa Oriona.
Od VIII wieku p.n.e. miasto znane było jako ośrodek produkcji koroplastycznej, szeroko eksportujący swe wyroby w świecie greckim. W historii sztuki starożytnej utrwalone odkryciem (1870) na miejscowej nekropolii bardzo licznych statuetek terakotowych (tzw. figurek tanagryjskich), w XIX/XX w. niezwykle poszukiwanych przez kolekcjonerów.
Z czasów antycznych zachował się przebieg miejskich murów obronnych oraz teatr. Na rozległych pozamiejskich cmentarzyskach (ok. 8 tys. pochówków) odkryto minojskie sarkofagi, późniejsze stele nagrobne i bogate znaleziska beockiej ceramiki.
Od połowy XVIII wieku stolica biskupstwa tytularnego w Kościele rzymskokatolickim (dioecesis Tanagrensis).
Współcześnie nazwę tę nosi miejscowość w gminie Tanagra (jednostka regionalna Beocja), odległa o ok. 5 km od pozostałości antycznego miasta. Otoczona polami uprawnymi, od południa ograniczona jest rzeką Asopos i masywem górskim Parnita. W systemie obronnym Tanagra jest ważną bazą lotniczą i miejscem stacjonowania pułku (skrzydła, πτέρυγα) wojsk lotniczych Grecji.